# 撥鏤
撥鏤（ばちる）は、象牙の彫り細工の一つ。撥ね彫りとも呼ばれる。

## 概要
象牙の表面を緑色と紅色などに染めて彫り、象牙の地色を文様として浮き上がらせる。中国で唐時代に盛行し、日本に、奈良時代頃に伝えられたと考えられている。
中国では唐代、日本では奈良時代以降に廃れた。日本では明治時代に正倉院宝物から技法が吉田文之により再現され、重要無形文化財に指定されている。

## 伝世品
正倉院宝物に、尺、碁石などが伝わる。太宰府天満宮の神宝にも伝わっている。